# Pexelizumab
Pexelizumab là một loại thuốc được thiết kế để làm giảm tác dụng phụ của ghép bắc cầu động mạch vành  và nong mạch vành, trong số các loại phẫu thuật tim khác. Nó là một đoạn biến chuỗi đơn của một kháng thể đơn dòng được nhắm mục tiêu chống lại thành phần 5 của hệ thống bổ thể.

## Tình trạng hiện tại
Alexion, nhà phát triển của pexelizumab, đã ngừng phát triển khi thử nghiệm giai đoạn 3 chỉ ra thuốc đau tim không tốt hơn giả dược.